# Feitoria de Cabo Frio
A Feitoria de Cabo Frio localizava-se na região do Município de Cabo Frio, segundo alguns autores na praia da Rama (atual praia dos Anjos, cidade e município de Arraial do Cabo, segundo Alexander von Humboldt, apud HANSSEN, 1988:73), segundo outros na barra da lagoa de Araruama (atual cidade e município de Cabo Frio), e mesmo na ilha Comprida (BUENO, 1998:79), no litoral norte do estado brasileiro do Rio de Janeiro.

## História
É pacífico que o primeiro estabelecimento europeu na costa brasileira foi erguido entre Dezembro de 1503 e Janeiro de 1504, no litoral de Cabo Frio, pelo florentino Américo Vespúcio, que capitaneava um dos seis navios da segunda expedição à costa do Brasil, sob o comando de Gonçalo Coelho (1503-1504). É o próprio Vespúcio quem descreve o episódio:
"(...) Esperamos dois meses e quatro dias [na baía de Todos os Santos os demais navios da expedição], e vendo que nada resolvíamos, decidimos a minha conserva e eu correr a costa e navegamos mais para diante 260 léguas, até chegarmos a um porto onde consertamos [(acordamos)] construir uma fortaleza, o que fizemos. Nela deixamos 24 cristãos que vinham na minha conserva, que os recolhera da nau capitânia naufragada [a 10 de Agosto de 1503 na ilha de Fernando de Noronha ]. Permanecemos nesse porto cinco meses construndo a fortaleza e carregando os nossos navios com pau-brasil. Feito tudo isso, convimos em voltar para Portugal, que nos ficava entre o Norte e o Nordeste e assim deixamos os 24 homens em terra, com mantimentos para seis meses, 12 bombardas e muitas outras armas (...). Feito tudo, despedimo-nos dos cristãos e da gente da terra, e começamos a nossa navegação (...) com tenção de ir em direitura à cidade de Lisboa. Ao fim de 77 dias, depois de tantos trabalhos e perigos, entramos nessa barra aos 18 de Junho de 1504." ("Lettera a Soderini", 4 de Setembro de 1504. apud BERANGER, 1993:15-16) Vespúcio partiu, portanto, de Cabo Frio, a 3 de Abril de 1504, tendo iniciado a "fortaleza" no início de dezembro de 1503.
Essa "fortaleza" na realidade não passaria de uma simples paliçada de madeira, defendendo alguns casebres de taipa cobertos com palha, e roçados de subsistência (BUENO, 1998:56-57). O "Islario general de todas las islas del mundo" de Alonso de Santa Cruz, localizado por Varnhagen, em 1865, na Biblioteca de Innsbruck, menciona o provável fim desse estabelecimento inicial, transcrito do Diário de Bordo de um navio integrante de uma frota rumo ao rio da Prata em 1526:
"Antes do cabo que dizemos chamar-se Frio, sai um rio ao mar alto [o atual canal do Itajuru ] e antes de sua saída faz uma baía de mais de dez léguas de comprimento, e mais de quatro de largura, dentro da qual há muitas ilhotas, algumas desabitadas, outras em que os índios têm sementeiras [atual lagoa de Araruama ]. Junto a esta baya fué donde Américo Bespucho piloto maior de Castella en el ultimo viage que hizo fundó una casa, donde dexó veinte y quatro cristianos con suas armas e tiros de artilleria, providos para 6 meses de tôdas las cosas necessarias, a los quaes despues mataron los yndios por los muchos desdenes e parcialidades." (BERANGER, 1993:17)
Uma feitoria portuguesa continuou existindo em Cabo Frio. A ela se refere o "Livro da Viagem e Regimento da Nau Bretoa" (22 de Fevereiro - 11 de Outubro de 1511), armada pelo consórcio de Fernando de Noronha, Bartolomeu Marchionni, Benedito Moreli e Francisco Martins, sob o comando do Capitão Cristóvão Pires (e como escrivão de bordo Duarte Fernandes), que determinava aos oficiais:
"Vos lembrareis de terdes grande vigia na gente que vos acompanha, de maneira que não se possa na dita terra se lançar nem ficar nenhum deles, como algumas vezes já fizeram, o que é coisa muito odiosa ao comércio e ao serviço do dito Rei [de Portugal]." (Livro da Viagem e Regimento da Nau Bretoa, apud BUENO, 1998:84) Tendo aportado a 26 de Maio, de 12 a 26 de Junho a Feitoria de Cabo Frio embarcou na Bretoa os seguintes itens:
- 5.008 toras (mais de cem toneladas) de pau-brasil ("Caesalpinia echinata");
- 36 escravos indígenas (26 mulheres e dez homens);
- 22 tuins (espécie de papagaios);
- 16 sagüis (macacos de pequeno porte);
- 16 "gatos" (onças);
- 15 papagaios; e
- 3 macacos.

Ao zarpar para o reino, foram deixados desterrados na feitoria o piloto João Lopes de Carvalho e o marinheiro Pedro Annes, acusados por Duarte Fernandes e João de Braga, como autores do furto de machados e machadinhas na Feitoria da baía de Todos os Santos. Acerca desses personagens, BUENO (1998) informa:
"É provavel que João de Braga também tenha ficado em Cabo Frio, em substituição ao feitor anterior, que retornou para a Bretoa para a Europa depois de uma estada de quatro ou cinco anos no Brasil."
Quanto a João Lopes de Carvalho e a Pedro Annes, ambos teriam se evadido, poucos meses mais tarde, para a Feitoria da Baía de Guanabara (op. cit., p. 86).
Quando Cristóvão Jaques ali aportou em meados de 1516, encontrou o estabelecimento abandonado, tendo o feitor João de Braga também se passado para a baía de Guanabara (BUENO, 1998:127).
Com o abandono da região pelos portugueses, outras feitorias, estrangeiras, se sucederam naquele comércio, por mais um século (ver Feitoria Maison de Pierre).